# HD 107148
HD 107148 är en ensam stjärna belägen i den östra delen av stjärnbilden Jungfrun. Den har en skenbar magnitud av ca 8,01 och kräver åtminstone en stark handkikare eller ett mindre teleskop för att kunna observeras. Baserat på parallax enligt Gaia Data Release 2 på ca 20,2 mas, beräknas den befinna sig på ett avstånd på ca 161 ljusår (ca 50 parsek) från solen. Den rör sig bort från solen med en heliocentrisk radialhastighet på ca 25 km/s.

## Egenskaper
HD 107148 är en gul till vit stjärna i huvudserien av spektralklass G5 V. Den har en massa som är ca 1,1 solmassor, en radie som är ca 1,3 solradier och har ca 1,53 gånger solens utstrålning av energi från dess fotosfär vid en effektiv temperatur av ca 5 600 K.

## Planetsystem
År 2006 upptäcktes en följeslagare, HD 107148 b. Denna exoplanet har en massa av ≥0,21 Jupitermassor, en omloppsperiod av ca 48 dygn och en excentricitet av 0,05± 0,17.